# (2683) Brian
(2683) Brian (1981 AD1) – planetoida z grupy pasa głównego asteroid okrążająca Słońce w ciągu 4,98 lat w średniej odległości 2,91 j.a. Odkryta 10 stycznia 1981 roku.